# Gran Premi de Bahrain del 2021
El Gran Premi de Bahrain de Fórmula 1, la primera carrera de la temporada 2021 va ser disputat al circuit de Sakhir, de 26 al 28 de març de 2021.
Aquesta cursa marca el debut dels pilots Mick Schumacher, Nikita Mazepin i Yuki Tsunoda, que van venir de Fórmula 2 i el retorn de Fernando Alonso, després de dues temporades fora de la categoria.
També és el debut de Sergio Pérez amb Red Bull Racing, Daniel Ricciardo amb McLaren, Carlos Sainz Jr. amb Ferrari i Sebastian Vettel amb Aston Martin, així com el debut d'Aston Martin i Alpine ocupant les vacants de Racing Point i Renault respectivament.

## Qualificació
La qualificació es va celebrar el dia 27 de març.
| Pos                  | No | Pilot              | Constructor           | Part 1   | Part 2   | Part 3   | Sortida |
| -------------------- | -- | ------------------ | --------------------- | -------- | -------- | -------- | ------- |
| 1                    | 33 | Max Verstappen     | Red Bull-Honda        | 1:30.499 | 1:30.318 | 1:28.997 | 1       |
| 2                    | 44 | Lewis Hamilton     | Mercedes              | 1:30.617 | 1:30.085 | 1:29.385 | 2       |
| 3                    | 77 | Valtteri Bottas    | Mercedes              | 1:31.200 | 1:30.186 | 1:29.586 | 3       |
| 4                    | 16 | Charles Leclerc    | Ferrari               | 1:30.691 | 1:30.010 | 1:29.678 | 4       |
| 5                    | 10 | Pierre Gasly       | AlphaTauri-Honda      | 1:30.848 | 1:30.513 | 1:29.809 | 5       |
| 6                    | 3  | Daniel Ricciardo   | McLaren-Mercedes      | 1:30.795 | 1:30.222 | 1:29.927 | 6       |
| 7                    | 4  | Lando Norris       | McLaren-Mercedes      | 1:30.902 | 1:30.099 | 1:29.974 | 7       |
| 8                    | 55 | Carlos Sainz Jr.   | Ferrari               | 1:31.653 | 1:30.009 | 1:30.215 | 8       |
| 9                    | 14 | Fernando Alonso    | Alpine-Renault        | 1:30.863 | 1:30.595 | 1:30.249 | 9       |
| 10                   | 18 | Lance Stroll       | Aston Martin-Mercedes | 1:31.261 | 1:30.624 | 1:30.601 | 10      |
| 11                   | 11 | Sergio Pérez       | Red Bull-Honda        | 1:31.165 | 1:30.659 |          | 11      |
| 12                   | 99 | Antonio Giovinazzi | Alfa Romeo-Ferrari    | 1:30.998 | 1:30.708 |          | 12      |
| 13                   | 22 | Yuki Tsunoda       | AlphaTauri-Honda      | 1:30.607 | 1:31.203 |          | 13      |
| 14                   | 7  | Kimi Räikkönen     | Alfa Romeo-Ferrari    | 1:31.547 | 1:31.238 |          | 14      |
| 15                   | 63 | George Russell     | Williams-Mercedes     | 1:31.316 | 1:33.430 |          | 15      |
| 16                   | 31 | Esteban Ocon       | Alpine-Renault        | 1:31.724 |          |          | 16      |
| 17                   | 6  | Nicholas Latifi    | Williams-Mercedes     | 1:31.936 |          |          | 17      |
| 18                   | 5  | Sebastian Vettel   | Aston Martin-Mercedes | 1:32.056 |          |          | 201     |
| 19                   | 47 | Mick Schumacher    | Haas-Ferrari          | 1:32.449 |          |          | 18      |
| 20                   | 9  | Nikita Mazepin     | Haas-Ferrari          | 1:33.273 |          |          | 19      |
| 107% Temps: 1:36.833 |    |                    |                       |          |          |          |         |
| Font                 |    |                    |                       |          |          |          |         |

Notes
- ^1 – Sebastian Vettel va ser penalitzat en 5 posicions a la graella per no respectar les banderes grogues a la Q1.[4]
- És el primer cop que els dos Ferrari passen a la Q3 des del Gran Premi de Gran Bretanya del 2020.
- Millor posició de sortida de Pierre Gasly des del Gran Premi de l'Emília-Romanya del 2020
- Max Verstappen aconsegueix la seva quarta pole position a la Fórmula 1 i és el primer cop que ho fa a la primera cursa d'un campionat de la categoria reina
- Millor resultat en conjunt d'Alfa Romeo Racing des del Gran Premi de Turquia 2020
- Primer cop que Fernando Alonso es classifica per la Q3 des de Mònaco del 2018
- Sebastian Vettel es queda eliminat a la Q1 des del Gran Premi d'Itàlia del 2020

## Resultats després de la cursa
La cursa va ser realitzada en el dia 28 de març.
| Pos                                                                | No | Pilot              | Constructor           | Voltes | Temps / Retirada | Pos.Sortida | Punts |
| ------------------------------------------------------------------ | -- | ------------------ | --------------------- | ------ | ---------------- | ----------- | ----- |
| 1                                                                  | 44 | Lewis Hamilton     | Mercedes              | 56     | 1:32:03.897      | 2           | 25    |
| 2                                                                  | 33 | Max Verstappen     | Red Bull-Honda        | 56     | +0.745           | 1           | 18    |
| 3                                                                  | 77 | Valtteri Bottas    | Mercedes              | 56     | +37.383          | 3           | 161   |
| 4                                                                  | 4  | Lando Norris       | McLaren-Mercedes      | 56     | +46.466          | 7           | 12    |
| 5                                                                  | 11 | Sergio Pérez       | Red Bull-Honda        | 56     | +52.047          | PL2         | 10    |
| 6                                                                  | 16 | Charles Leclerc    | Ferrari               | 56     | +59.090          | 4           | 8     |
| 7                                                                  | 3  | Daniel Ricciardo   | McLaren-Mercedes      | 56     | +1:06.004        | 6           | 6     |
| 8                                                                  | 55 | Carlos Sainz Jr.   | Ferrari               | 56     | +1:07.100        | 8           | 4     |
| 9                                                                  | 22 | Yuki Tsunoda       | AlphaTauri-Honda      | 56     | +1:25.692        | 13          | 2     |
| 10                                                                 | 18 | Lance Stroll       | Aston Martin-Mercedes | 56     | +1:26.713        | 10          | 1     |
| 11                                                                 | 7  | Kimi Räikkönen     | Alfa Romeo-Ferrari    | 56     | +1:28.864        | 14          |       |
| 12                                                                 | 99 | Antonio Giovinazzi | Alfa Romeo-Ferrari    | 55     | +1 volta         | 12          |       |
| 13                                                                 | 31 | Esteban Ocon       | Alpine-Renault        | 55     | +1 volta         | 16          |       |
| 14                                                                 | 63 | George Russell     | Williams-Mercedes     | 55     | +1 volta         | 15          |       |
| 15                                                                 | 5  | Sebastian Vettel   | Aston Martin-Mercedes | 55     | +1 volta         | 20          |       |
| 16                                                                 | 47 | Mick Schumacher    | Haas-Ferrari          | 55     | +1 volta         | 18          |       |
| 17                                                                 | 10 | Pierre Gasly       | AlphaTauri-Honda      | 52     | +4 voltes        | 5           |       |
| 18                                                                 | 6  | Nicholas Latifi    | Williams-Mercedes     | 51     | +5 voltes        | 17          |       |
| 19                                                                 | 14 | Fernando Alonso    | Alpine-Renault        | 33     | Fre              | 9           |       |
| 20                                                                 | 9  | Nikita Mazepin     | Haas-Ferrari          | 0      | Accident         | 19          |       |
| Volta ràpida: Valtteri Bottas (Mercedes) – 1:32.090 (en el lap 56) |    |                    |                       |        |                  |             |       |
| Font:                                                              |    |                    |                       |        |                  |             |       |

Notes
- Valtteri Bottas fa la volta ràpida i s'emporta un punt extra
- Sergio Pérez inicia des del pitlane després que el seu motor presentés problemes a la volta d'escalfament.
- Primers punts per a Yuki Tsunoda a la Fórmula 1
- Lance Stroll acaba la cursa en desena plaça, aconseguint el primer punt per a Aston Martin. Es converteix així en l'únic pilot en puntuar amb un cotxe de la marca britànica a la categoria reina.
- Pimers punts per a Carlos Sainz Jr amb Ferrari i Daniel Ricciardo amb McLaren.

## Classificació després de la cursa
| Pos. | Pilot           | Punts | Canvis |
| ---- | --------------- | ----- | ------ |
| 1    | Lewis Hamilton  | 25    | =      |
| 2    | Max Verstappen  | 18    | =      |
| 3    | Valtteri Bottas | 16    | =      |
| 4    | Lando Norris    | 12    | =      |
| 5    | Sergio Pérez    | 10    | =      |

| Pos. | Constructor      | Punts | Canvis |
| ---- | ---------------- | ----- | ------ |
| 1    | Mercedes         | 41    | =      |
| 2    | Red Bull-Honda   | 28    | =      |
| 3    | McLaren-Mercedes | 18    | =      |
| 4    | Ferrari          | 12    | =      |
| 5    | AlphaTauri-Honda | 2     | =      |